# Karl Hauck
Karl Hauck, född 21 december 1916 i Leipzig, död 8 maj 2007 i Münster, var en tysk historiker och specialist på medeltiden. Han var under lång tid chef för Instituts für Frühmittelalterforschung vid Münsters universitet.